# Anepsiozomus harteni
Anepsiozomus harteni är en spindeldjursart som beskrevs av Harvey 2006. Anepsiozomus harteni ingår i släktet Anepsiozomus och familjen Hubbardiidae. Inga underarter finns listade i Catalogue of Life.